# Jordanhill Station
Jordanhill jernbanestation er en jernbanestation i Jordanhill i Glasgow, Skotland. Stationen, der har forkortelsen JOR, drives af First ScotRail og er en station på linjerne Argyle Line og North Clyde Line. Den har postnummer G13 1QL og ligger nær Strathclyde Universitet og Jordanhill Skole. Dens geografiske koordinater er 55°52′57.6″N, 4°19′30.4″V. Stationen ligger oven over vejen Crow Road, som er en vigtig trafikåre i det vestlige Glasgow og den vigtigste vej til Clyde Tunnellen.

## Historie
Stationen åbnede 1. august 1887 som en del af Glasgow, Yoker and Clydebank Jernbane. Den udfyldte et hul i områdets betjening, fordi linjerne i området allerede var etableret. Whiteinch og Stobcross jernbane åbnede begge i 1874, men der var ingen station i Jordanhill på disse linjer. En ny linje med forbindelse til Whiteinch Victoria Park begyndte i 1897, men ophørte igen i 1951 og forbindelsen blev lukket for godstransport i 1967.
Den 15. januar 1898, blev J. Johnstone dræbt, da han krydsede sporet vest for stationen.  Fragtlinjen var tæt på en stor ulykke den 28. december 1932, da sytten vogne lastet med kul løb løbsk på en lille stigning på en sidelinje, drevet af Great Western Steam Laundry. De kørte ind i andre vogne, afsporede ni af dem og blokerede sporet med deres last af kul. 
En alvorlig ulykke skete 28. april 1980, da et tog med 3 vogne og 80 passagerer undervejs fra Dalmuir til Motherwell afsporedes ved Hyndland knudepunktet umiddelbart efter at have forladt Jordanhill. Alle hjul på den forreste vogn hoppede af sporet, og 15 passagerer (ni kvinder og seks mænd) måtte køres til behandling på et hospital. 
I 1998 undersøgte Strathclyde Passenger Transport (SPT) muligheden for flytning af stationen mod vest til Westbrae Drive. En rapport fra december 2002 fra Scottish Executive inkluderede den nye station som et element i deres udviklingsplan, og projektets omkostninger blev anslået til ca. 2 millioner £ (svarende til godt 20 millioner kroner. I 2004 satte SPT etableringen af denne station blandt deres tre første prioriteter, og Glasgow City Council anså den for at være en "væsentlig prioritet".
En alternativ løsning ville være at bibeholde den eksisterende station, men at lade mange tog køre forbi og kun holde ved den nye Westbrae Drive station. Dette forslag støttedes i august 2001 af Charlie Gordon, lederen af Glasgow City Council, som sagde, at en yderligere station i Jordanhill ville være en hjælp for studenterne ved det nærliggende Strathclyde Universitet. Den foreslåede nye station ville dog kun være omkring 460 m væk.

## Betjening
Som en del af Argyle Line benyttes stationen — sammen med Glasgow Central og Anderston — af dem, som pendler til og fra det centrale Glasgows forretnings- og finanscentrum. Typisk afgår hver time fire tog til Dalmuir via Clydebank, to tog til Motherwell via Glasgow Central og to tog til Springburn via Glasgow Queen Street.
Stationen har ikke billetsalg, men en billetautomat. Der er opgang til begge perroner, og de er yderligere forbundet af en gangbro. Stationens parkeringsplads har elleve pladser, hvoraf to er reserveret til invalidebiler. Der er cykelstativ til ti cykler. Et videoovervågningssystem installeredes i 2002 for at overvåge stationen.